# Ceroplastik

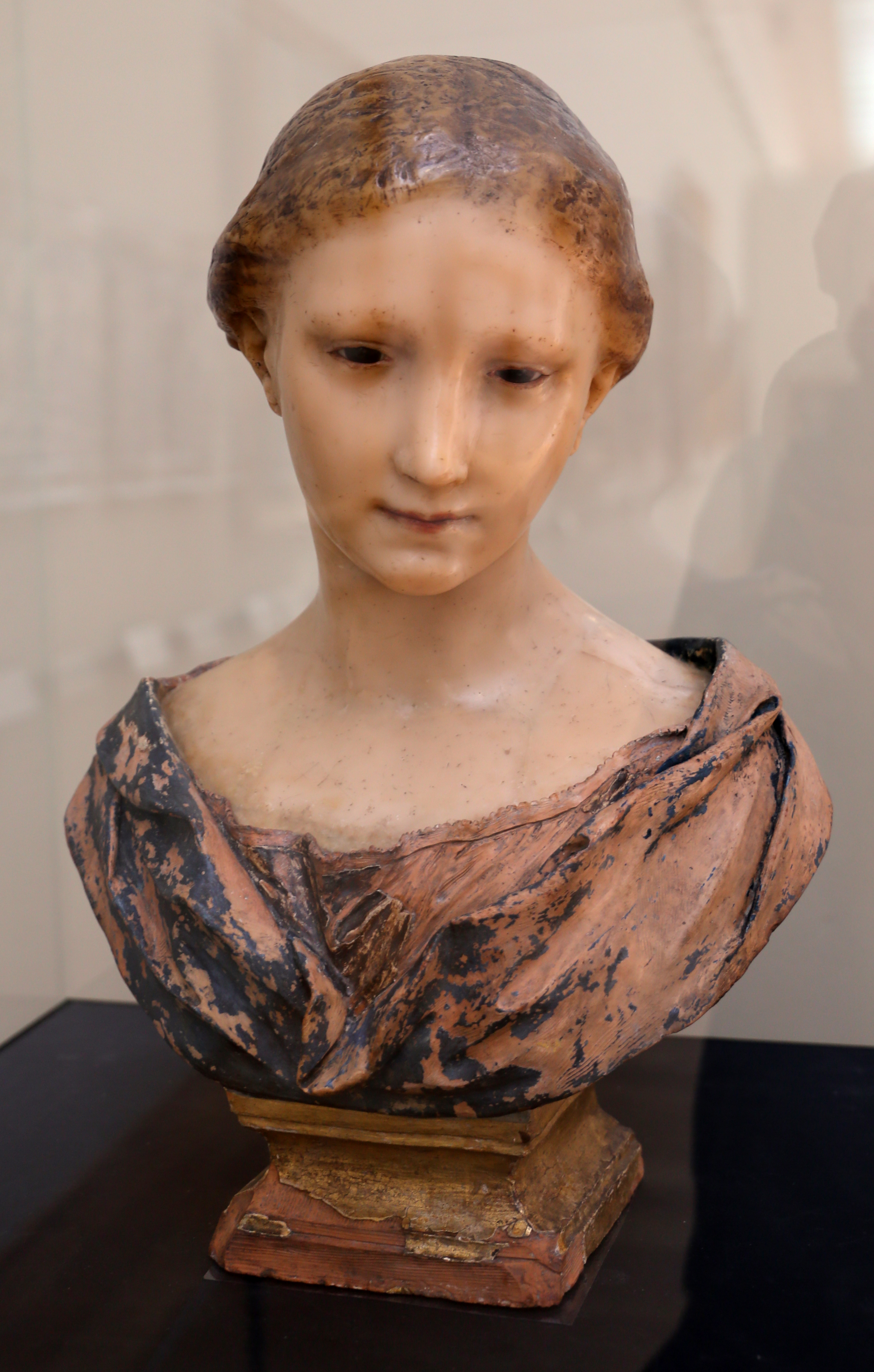
La Tête de cire, wahrscheinlich 17. Jahrhundert

Als Ceroplastik (von altgriechisch κηρός kērós „Wachs“) oder Wachsbildnerei bezeichnet man die Kunst, durch Bossieren oder Gießen Gegenstände aus Wachs zu bilden.
Am häufigsten dient die Ceroplastik zur Darstellung von Früchten, anatomischen Präparaten, künstlichen Perlen, Puppengesichtern und den sogenannten Wachsfiguren. Bei diesen sind gewöhnlich nur Gesicht, Kopf, Hals, Hände oder andere nackte Teile aus Wachs, die mit Kleidern bedeckten Teile des Körpers dagegen ausgestopft. Sammlungen von Wachsfiguren bilden ein Wachsfigurenkabinett.
Die Ceroplastik war schon im Altertum bekannt. Doch haben sich nur aus der Renaissancezeit, in welcher die Wachsbildnerei sehr beliebt war, kleinere, meist bemalte, größtenteils komische Genrefiguren und Porträtmedaillons aus Wachs erhalten. Ein Hauptstück der Wachsbildnerei der Renaissancezeit ist der naturalistisch bemalte Kopf eines jungen Mädchens im Palais des Beaux-Arts de Lille. Es handelt sich um eine italienische Arbeit, die Datierung variiert zwischen dem 15. und 18. Jahrhundert.
Die Kunst der Wachsmodellation zur Herstellung anatomischer Präparate, aber auch medizinischer Modelle, etwa zur Ausbildung in der Geburtshilfe, kam im 17. Jahrhundert und vor allem im 18. Jahrhundert auf. Die Zentren dieser kunsthandwerklichen Fertigkeit waren in Florenz, in London am Guy’s Hospital, in Paris, vor allem durch Marie Marguerite Bihéron (1719–1795), sowie in Jena. Besondere Bedeutung erlangten die Wachsmoulagen in der Dermatologie.
Unter den Wachsfigurenkabinetten des 19. Jahrhunderts sind die berühmtesten Madame Tussauds (1780–1802 in Paris, dann in London), Castans Panoptikum (in Berlin und anderen Städten von 1874 bis 1921) und schließlich das Musée Grévin in Paris.
Das für wächserne Gegenstände benutzte Wachs (Bossierwachs) besteht beim eigentlichen Bossieren aus vier Teilen Wachs, drei Teilen weißem Terpentin, etwas Baumöl oder Schweinefett und wird gewöhnlich mit Mennige, Zinnober oder Bolus rot gefärbt, um ihm die störende Durchsichtigkeit zu nehmen. Bossierwachs zu Wachsabgüssen wird dagegen mit Kolophonium versetzt und erhält, soll es rot werden, etwas Zinnober, soll es weiß bleiben, etwas Mastix und Schieferweiß. Grünes Bossierwachs erhält man durch Zusatz von Grünspan. Für Wachspuppen etc. benutzt man in neuerer Zeit statt des Wachses Paraffin und Ceresin. Beim Guss wächsener Gegenstände (Wachsabgüsse) hat man Formen aus Holz oder Gips.